# Кларк-Міллс (Нью-Йорк)
Кларк-Міллс (англ. Clark Mills) — переписна місцевість (CDP) в США, в окрузі Онейда штату Нью-Йорк. Населення — 2049 осіб (2020).

## Географія
Кларк-Міллс розташований за координатами 43°5′25″ пн. ш. 75°22′35″ зх. д. / 43.09028° пн. ш. 75.37639° зх. д. (43.090139, -75.376258).  За даними Бюро перепису населення США в 2010 році переписна місцевість мала площу 3,91 км², з яких 3,87 км² — суходіл та 0,05 км² — водойми.

## Демографія
Згідно з переписом 2010 року, у переписній місцевості мешкало 1905 осіб у 881 домогосподарстві у складі 499 родин. Густота населення становила 487 осіб/км².  Було 957 помешкань (245/км²).
Расовий склад населення:
| - 94,7 % — білих - 1,5 % — азіатів - 1,0 % — чорних або афроамериканців - 0,3 % — корінних американців |

До двох чи більше рас належало 1,9 %. Частка іспаномовних становила 1,8 % від усіх жителів.
За віковим діапазоном населення розподілялося таким чином: 19,3 % — особи молодші 18 років, 62,5 % — особи у віці 18—64 років, 18,2 % — особи у віці 65 років та старші. Медіана віку мешканця становила 44,5 року. На 100 осіб жіночої статі у переписній місцевості припадало 95,0 чоловіків;  на 100 жінок у віці від 18 років та старших — 90,5 чоловіків також старших 18 років.
Середній дохід на одне домашнє господарство  становив 56 321 долар США (медіана — 52 222), а середній дохід на одну сім'ю — 63 336 доларів (медіана — 60 023). Медіана доходів становила 50 766 доларів для чоловіків та 41 094 долари для жінок. За межею бідності перебувало 19,0 % осіб, у тому числі 35,4 % дітей у віці до 18 років та 8,9 % осіб у віці 65 років та старших.
Цивільне працевлаштоване населення становило 1020 осіб. Основні галузі зайнятості: освіта, охорона здоров'я та соціальна допомога — 30,3 %, фінанси, страхування та нерухомість — 14,8 %, роздрібна торгівля — 8,8 %, транспорт — 7,5 %.